# Kutcha-kutchin
Kutcha-kutchin, pleme Athapaskan Indijanaca zvano i Yukon Flats Kutchin, nastanjeno u dolini Yukona i rijeci Porcupine na Aljaski. Ovo pleme nije bilo brojno (oko 500; 1740.). Prema kompaniji Hudson Bay, šest Kutchin plemena u Fort Yukonu 1858. godina imalo je tek 842 pripadnika (to su: Dihai-kutchin, Kutcha-kutchin, Natsit-kutchin, Tennuth-kutchin, Tranjik-kutchin i Vunta-kutchin). 
Poznato je tek za samo dva njihova sela, jedno se nalazilo na srednjem Yukonu u Senati, i drugo kod Fort Yukona.  Danas žive u selima Stevens Village, Beaver, Birch Creek, Circle, i Fort Yukon. 
Tip kulture Kutcha-kutchin Indijanaca je subarktički, što znači lov na karibue i ribolov.
Pleme dolazi u kontakt s bijelcima kada ih 1789. susreće Alexander Mackenzie i kasnije s ljudima kompanije Hudson Bay. Otkriće zlata u Klondikeu, kao i groznicu koje je ono izazvalo, otvorilo je novu eru u životu domorodaca. Populacija svih Kutchin plemena 2000, iznosi tek 1,400 duša. 
Ostali nazivi za njih su: Lowland people (Whymper, 1868.), Youkon Louchioux Indians (Ross), Itku'dlin, (Murdoch, 1892.), Itkpe'lit (Petitot, 1876.).

## Etnografija (Hodgeov opis)
Kutchakutchin ('divovski ljudi'). Pleme Kutchin na Aljaski, naseljeno s obje obale Yukona od Bircha kr. u Porcupine r., uključujući okrug Ft. Yukon. Godine 1847. McMurray je sišao s rijeke Porcupine do Yukona i izgradio Ft. Yukon na ušću. Godine 1860. Robert Kennicott prezimio je u Ft Yukonu, a 1866. Ketchum je istraživao zemlju oko utvrde. U svibnju 1867. Dall i Whymper (Dall, Aljaska, 277, 1870.) posjetili su Ft. Yukon, kao prvi koji su stigli do te točke rijekom. Kutchakutchini su donekle nomadi, uglavnom žive od lova i hvatanja u zamke lisice, kune, vukove, jelena, risa, zeca, svizca i losa. Oni su trgovci, zarađuju malo za sebe, ali kupuju od plemena koja koriste Ft. Yukon kao uobičajenu trgovačku postaju. Nakieik, njihov standard vrijednosti, sastoji se od nizova perli, od kojih je svaki niz dugačak 7 stopa. Vrpca vrijedi prema vrsti zrna jednu ili više dabrovih koža, a cijeli se nakieik cijeni na 24 kože. Njihove nastambe, u obliku okrenutih šalica za čaj, izrađene su od šivane jelenje kože pričvršćene preko zakrivljenih motki. Kaže se da žene obavljaju većinu mukotrpnog posla, ali muškarci kuhaju. U nedostatku keramike, njihovo posuđe je od drveta, rogožine, ovčjih rogova ili brezove kore; posuđe su im drvena korita; a njihove žlice od drveta ili roga drže pola litre. Kotlovi od pletenog korijena tamaraka dobivaju se od Hankutchina. Jones kaže da su podijeljeni u tri kaste ili klana: Tchitcheah (Chitsa), Tengeratsey (Tangesatsa) i Natsahi (Natesa). Ranije se muškarac morao oženiti članom drugog klana, ali taj se običaj više ne koristi. Među njima se prakticira poligamija i ropstvo. Prije su spaljivali svoje mrtve, ali sada koriste lijes postavljen na uzdignutu platformu, što je bila gozba koja je pratila pogrebnu ceremoniju. Richardson (Arct. Exped., I, 386, 1851) je broj muškaraca stavio na 90. Imaju selo u Ft Yukonu. Oni su naselili Senati, na srednjem Yukonu. Tatsakutchin i Tennuthkutchin, izdanci glavnog plemena, izumrli su.

## Vanjske poveznice
- Key Values of Yukon-Charley Rivers NP
- Dictionary of Canadian Biography